# Recovery (album của Eminem)
Recovery  là album phòng thu thứ bảy của rapper người Mỹ Eminem, phát hành vào ngày 18 tháng 6 năm 2010 bởi Shady Records, Interscope Records và Aftermath Entertainment. Sau khi trở lại ngành công nghiệp âm nhạc sau nhiều năm tạm ngưng hoạt động với album thứ sáu Relapse (2009), Eminem dự định ra mắt phần tiếp theo của đĩa nhạc với tên gọi Relapse 2. Tuy nhiên, những phản ứng trái chiều từ giới chuyên môn và người hâm mộ đối với Relapse khiến nam rapper quyết định loại bỏ hầu hết những bài hát đã thu âm và bắt đầu một dự án mới. Không như những album trước của Eminem, Recovery đánh dấu lần đầu tiên anh hợp tác với một loạt nhà sản xuất đương đại, bao gồm Alex da Kid, Just Blaze, Boi-1da, Jim Jonsin và Havoc, bên cạnh sự đóng góp từ những cộng tác viên quen thuộc như Emile, DJ Khalil, Mr. Porter và Dr. Dre. Đây là một bản thu âm hip hop, pop rap và alternative hip-hop với nội dung ca từ mang tính chất hướng nội và cảm xúc hơn phong cách sáng tác trước đây của nam rapper, đề cập đến những thay đổi tích cực, sự lo lắng và biến đổi trong cảm xúc. Album cũng có sự tham gia góp giọng của Pink, Rihanna, Lil Wayne và Slaughterhouse.
Sau khi phát hành, Recovery đa phần nhận được những phản ứng tích cực từ các nhà phê bình âm nhạc, trong đó họ đánh giá cao chất giọng năng lượng của Eminem, phần lời trưởng thành và ghi nhận sự tiến bộ đáng kể so với đĩa nhạc trước. Ngoài ra, album còn gặt hái nhiều giải thưởng và đề cử tại những lễ trao giải lớn, bao gồm chiến thắng tại giải thưởng Âm nhạc Mỹ năm 2010, giải thưởng Âm nhạc Billboard năm 2011 và giải Grammy ở hạng mục Album rap xuất sắc nhất tại lễ trao giải thường niên lần thứ 53, bên cạnh đề cử cho Album của năm. Recovery cũng đạt được những thành tích vượt trội về mặt thương mại khi thống trị các bảng xếp hạng tại Úc, Áo, Canada, Đan Mạch, Ireland, New Zealand, Thụy Sĩ và Vương quốc Anh, cũng như lọt vào top 10 ở hầu hết những quốc gia còn lại, bao gồm vươn đến top 5 ở nhiều thị trường lớn như Bỉ, Hà Lan, Pháp, Đức, Na Uy và Thụy Điển. Đĩa nhạc ra mắt ở vị trí số một trên bảng xếp hạng Billboard 200 với 741,000 bản, đánh dấu album quán quân thứ sáu của Eminem tại Hoa Kỳ. Album trải qua bảy tuần không liên tiếp ở ngôi vị đầu bảng, và sau đó trở thành album bán chạy nhất năm 2010 tại Hoa Kỳ.
Bốn đĩa đơn đã được phát hành từ Recovery. "Not Afraid" được chọn làm đĩa đơn mở đường và xuất hiện trong top 10 tại nhiều quốc gia và lãnh thổ, đồng thời ra mắt ở vị trí số một trên bảng xếp hạng Billboard Hot 100 tại Hoa Kỳ và chiến thắng một giải Grammy cho Trình diễn solo rap xuất sắc nhất. Đĩa đơn tiếp theo "Love the Way You Lie" còn gặt hái nhiều thành công hơn khi thống trị các bảng xếp hạng tại hơn 22 quốc gia và nhận được năm đề cử giải Grammy, bao gồm Thu âm của năm và Bài hát của năm. Tuy nhiên, hai đĩa đơn còn lại "No Love" và "Space Bound" chỉ đạt được những thành tích tương đối. Để quảng bá album, Eminem trình diễn trên nhiều chương trình truyền hình và lễ trao giải lớn, như Late Night with Jimmy Fallon, Late Show with David Letterman, Saturday Night Live, giải BET năm 2010, giải Video âm nhạc của MTV năm 2010 và giải Grammy lần thứ 53, đồng thời thực hiện chuyến lưu diễn đầu tiên sau nhiều năm The Recovery Tour (2010-13) với 25 đêm nhạc khắp bốn châu lục. Recovery là album bán chạy nhất thế giới trong năm 2010 với 5.7 triệu bản, và đã bán được hơn 12 triệu bản trên toàn cầu tính đến nay.

## Danh sách bài hát
| Recovery – Phiên bản tiêu chuẩn | Recovery – Phiên bản tiêu chuẩn              | Recovery – Phiên bản tiêu chuẩn                                                        | Recovery – Phiên bản tiêu chuẩn             | Recovery – Phiên bản tiêu chuẩn |
| STT                             | Nhan đề                                      | Sáng tác                                                                               | Sản xuất                                    | Thời lượng                      |
| ------------------------------- | -------------------------------------------- | -------------------------------------------------------------------------------------- | ------------------------------------------- | ------------------------------- |
| 1.                              | "Cold Wind Blows"                            | Marshall Mathers Justin Smith Simon Byrne Henry Marsh John Perry Casey Synge           | Just Blaze                                  | 5:03                            |
| 2.                              | "Talkin' 2 Myself" (hợp tác với Kobe)        | Mathers Khalil Rahman Pranam Injeti Brian Honeycutt                                    | DJ Khalil                                   | 5:00                            |
| 3.                              | "On Fire"                                    | Mathers Denaun Porter Carlos Wilson Lou Wilson Ric Wilson                              | Mr. Porter                                  | 3:33                            |
| 4.                              | "Won't Back Down" (hợp tác với Pink)         | Mathers Rahman Erik Alcock Liz Rodrigues Columbus Smith                                | DJ Khalil                                   | 4:25                            |
| 5.                              | "W.T.P."                                     | Mathers Luis Resto Dwayne Chin-Quee Jason Gilbert                                      | Supa Dups Jason "JG" Gilbert [a] Eminem [b] | 3:58                            |
| 6.                              | "Going Through Changes"                      | Mathers Emile Haynie John Osbourne Anthony Iommi WT Ward Terence Butler                | Emile                                       | 4:58                            |
| 7.                              | "Not Afraid"                                 | Mathers Resto Matthew Samuels Jordan Evans Matthew Burnett                             | Boi-1da Evans [b] Burnett [b] Eminem [b]    | 4:08                            |
| 8.                              | "Seduction"                                  | Mathers Samuels Burnett Sly Jordan                                                     | Boi-1da Burnett [b]                         | 4:35                            |
| 9.                              | "No Love" (hợp tác với Lil Wayne)            | Mathers Dwayne Carter J. Smith Dee Dee Halligan Junior Torello                         | Just Blaze                                  | 4:59                            |
| 10.                             | "Space Bound"                                | Mathers James Scheffer Steve McEwan                                                    | Jim Jonsin                                  | 4:38                            |
| 11.                             | "Cinderella Man"                             | Mathers                                                                                | Script Shepherd                             | 4:39                            |
| 12.                             | "25 to Life"                                 | Mathers Rahman Rodrigues Danny Tannenbaum                                              | DJ Khalil                                   | 4:01                            |
| 13.                             | "So Bad"                                     | Mathers Andre Young Mark Batson Dawaun Parker Trevor Lawrence Sean Cruse Nick Brongers | Dr. Dre Nick Brongers                       | 5:25                            |
| 14.                             | "Almost Famous"                              | Mathers Rahman Rodrigues Alcock Injeti Tannenbaum                                      | DJ Khalil                                   | 4:52                            |
| 15.                             | "Love the Way You Lie" (hợp tác với Rihanna) | Mathers Alexander Grant Holly Hafermann                                                | Alex da Kid Makeba Riddick [c]              | 4:23                            |
| 16.                             | "You're Never Over"                          | Mathers J. Smith Mike Mainieri Gerard McMahon                                          | Just Blaze                                  | 5:05                            |
| 17.                             | "Untitled" (bản nhạc ẩn)                     | Mathers Kejuan Muchita Michael Crawford John Medora David White                        | Havoc Magnedo7 [a]                          | 3:14                            |
| Tổng thời lượng:                | Tổng thời lượng:                             | Tổng thời lượng:                                                                       | Tổng thời lượng:                            | 77:08                           |

| Recovery – Phiên bản cao cấp trên iTunes Store (bản nhạc bổ sung) | Recovery – Phiên bản cao cấp trên iTunes Store (bản nhạc bổ sung) | Recovery – Phiên bản cao cấp trên iTunes Store (bản nhạc bổ sung) | Recovery – Phiên bản cao cấp trên iTunes Store (bản nhạc bổ sung) | Recovery – Phiên bản cao cấp trên iTunes Store (bản nhạc bổ sung) |
| STT                                                               | Nhan đề                                                           | Sáng tác                                                          | Sản xuất                                                          | Thời lượng                                                        |
| ----------------------------------------------------------------- | ----------------------------------------------------------------- | ----------------------------------------------------------------- | ----------------------------------------------------------------- | ----------------------------------------------------------------- |
| 18.                                                               | "Ridaz"                                                           | Mathers Young                                                     | Dr. Dre                                                           | 5:00                                                              |
| 19.                                                               | "Session One" (hợp tác với Slaughterhouse)                        | Mathers Ryan Montgomery Joell Ortiz Dominick Wickliffe Smith      | Just Blaze                                                        | 4:28                                                              |
| 20.                                                               | "Not Afraid" (video ca nhạc)                                      |                                                                   |                                                                   | 4:08                                                              |

Ghi chú
- ^[a]  nghĩa là đồng sản xuất
- ^[b]  nghĩa là sản xuất bổ sung
- ^[c]  nghĩa là sản xuất giọng hát
- "Cold Wind Blows" có thêm phần hát của Nikki Grier
- "Space Bound" có thêm phần hát của Steve McEwan
- "Cinderella Man" có thêm phần hát không được đề cập của Kobe
- "25 to Life" và "Almost Famous" có thêm phần hát của Liz Rodrigues
- "So Bad" có thêm phần hát của Sly Jordan
- "Ridaz" và "Session One" sau đó được thêm vào Spotify vào năm 2020[3]

Ghi chú nhạc mẫu
- "Cold Wind Blows" chứa một phần nội dung của "Patriotic Song", do Simon Byrne, Henry Marsh, John Perry và Casey Synge sáng tác và do The Gringo thể hiện.
- "On Fire" sử dụng nhạc mẫu của "Peace and Love (Amani Na Mapenzi)", do Carlos Wilson, Lou Wilson và Ric Wilson sáng tác và do Mandrill thể hiện.
- "Going Through Changes" sử dụng nhạc mẫu của "Changes", do Terence Butler, Anthony Iommi, John Osbourne, WT Ward và do Black Sabbath thể hiện.
- "No Love" sử dụng nhạc mẫu của "What Is Love", do Dee Dee Halligan và Junior Torello sáng tác, và do Haddaway thể hiện.
- "Love the Way You Lie" chứa một phần từ "Love the Way You Lie" do Skylar Grey thể hiện và sáng tác.
- "You're Never Over" sử dụng nhạc mẫu của "Cry Little Sister", do Michael Mainieri Jr. và Gerard McMann sáng tác, và do Gerard McMann thể hiện.
- "Untitled" sử dụng nhạc mẫu của "You Don't Own Me", do John Madara và Dave White sáng tác, và do Lesley Gore thể hiện.
- "Session One" bao gồm đoạn hội thoại từ "Charlie Murphy vs. Rick James (Part 2)" trong Chappelle's Show.

## Xếp hạng
| Bảng xếp hạng (2010)                     | Vị trí cao nhất |
| ---------------------------------------- | --------------- |
| Album Úc (ARIA)                          | 1               |
| Album Úc Hip-Hop/R&B (ARIA)              | 1               |
| Album Áo (Ö3 Austria)                    | 1               |
| Album Bỉ (Ultratop Vlaanderen)           | 2               |
| Album Bỉ (Ultratop Wallonie)             | 2               |
| Album Canada (Billboard)                 | 1               |
| Album Cộng hòa Séc (ČNS IFPI)            | 8               |
| Album Đan Mạch (Hitlisten)               | 1               |
| Album Hà Lan (Album Top 100)             | 2               |
| Album Châu Âu (Billboard)                | 1               |
| Album Phần Lan (Suomen virallinen lista) | 8               |
| Album Pháp (SNEP)                        | 2               |
| Album Đức (Offizielle Top 100)           | 2               |
| Album Hy Lạp (IFPI)                      | 1               |
| Album Hungaria (MAHASZ)                  | 20              |
| Album Ireland (IRMA)                     | 1               |
| Album Ý (FIMI)                           | 6               |
| Album Nhật Bản (Oricon)                  | 6               |
| Album Mexico (Top 100 Mexico)            | 34              |
| Album New Zealand (RMNZ)                 | 1               |
| Album Na Uy (VG-lista)                   | 2               |
| Album Ba Lan (ZPAV)                      | 2               |
| Album Nga (2M)                           | 2               |
| Album Nam Phi (RISA)                     | 1               |
| Album Hàn Quốc (Circle)                  | 6               |
| Album Hàn Quốc Quốc tế (Circle)          | 4               |
| Album Tây Ban Nha (PROMUSICAE)           | 13              |
| Album Thụy Điển (Sverigetopplistan)      | 5               |
| Album Thụy Sĩ (Schweizer Hitparade)      | 1               |
| Album Anh Quốc (OCC)                     | 1               |
| Album Anh Quốc R&B (OCC)                 | 1               |
| Album Hoa Kỳ Billboard 200               | 1               |
| Album Hoa Kỳ Top Rap (Billboard)         | 1               |
| Album Hoa Kỳ Top R&B/Hip-Hop (Billboard) | 1               |

| Bảng xếp hạng (2010)                         | Vị trí |
| -------------------------------------------- | ------ |
| Album Úc (ARIA)                              | 3      |
| Album Úc Hip-Hop/R&B (ARIA)                  | 1      |
| Album Áo (Ö3 Austria)                        | 4      |
| Album Bỉ (Ultratop Flanders)                 | 20     |
| Album Bỉ Alternative (Ultratop Flanders)     | 10     |
| Album Bỉ (Ultratop Wallonia)                 | 76     |
| Album Canada (Billboard)                     | 1      |
| Album Đan Mạch (Hitlisten)                   | 12     |
| Album Hà Lan (Album Top 100)                 | 32     |
| Album Châu Âu (Billboard)                    | 4      |
| Album Pháp (SNEP)                            | 40     |
| Album Đức (Offizielle Top 100)               | 12     |
| Album Ireland (IRMA)                         | 13     |
| Album Ý (FIMI)                               | 66     |
| Album Nhật Bản (Oricon)                      | 94     |
| Album New Zealand (RMNZ)                     | 5      |
| Album Ba Lan (ZPAV)                          | 34     |
| Album Nga (2M)                               | 22     |
| Album Hàn Quốc Quốc tế (Circle)              | 8      |
| Album Thụy Điển (Sverigetopplistan)          | 57     |
| Album Thụy Điển Tổng hợp (Sverigetopplistan) | 84     |
| Album Thụy Sĩ (Schweizer Hitparade)          | 3      |
| Album Anh Quốc (OCC)                         | 9      |
| Hoa Kỳ Billboard 200                         | 2      |
| Hoa Kỳ Top R&B/Hip-Hop Albums (Billboard)    | 1      |
| Album Toàn cầu (IFPI)                        | 1      |
| Bảng xếp hạng (2011)                         | Vị trí |
| Album Úc (ARIA)                              | 45     |
| Album Úc Hip-Hop/R&B (ARIA)                  | 7      |
| Album Canada (Billboard)                     | 19     |
| Album Hàn Quốc Quốc tế (Circle)              | 63     |
| Album Anh Quốc (OCC)                         | 112    |
| Hoa Kỳ Billboard 200                         | 13     |
| Hoa Kỳ Top R&B/Hip-Hop Albums (Billboard)    | 5      |
| Bảng xếp hạng (2012)                         | Vị trí |
| Album Úc Hip-Hop/R&B (ARIA)                  | 28     |
| Album Hàn Quốc Quốc tế (Circle)              | 95     |
| Hoa Kỳ Billboard 200                         | 103    |
| Hoa Kỳ Catalog Albums (Billboard)            | 10     |
| Hoa Kỳ Top R&B/Hip-Hop Albums (Billboard)    | 99     |
| Bảng xếp hạng (2013)                         | Vị trí |
| Album Úc Hip-Hop/R&B (ARIA)                  | 35     |
| Hoa Kỳ Billboard 200                         | 199    |
| Hoa Kỳ Catalog Albums (Billboard)            | 16     |
| Bảng xếp hạng (2014)                         | Vị trí |
| Album Thụy Điển (Sverigetopplistan)          | 96     |
| Bảng xếp hạng (2015)                         | Vị trí |
| Album Úc Hip-Hop/R&B (ARIA)                  | 35     |
| Hoa Kỳ Billboard 200                         | 175    |
| Bảng xếp hạng (2016)                         | Vị trí |
| Album Úc Hip-Hop/R&B (ARIA)                  | 30     |
| Hoa Kỳ Billboard 200                         | 148    |
| Bảng xếp hạng (2017)                         | Vị trí |
| Album Úc Hip-Hop/R&B (ARIA)                  | 32     |
| Hoa Kỳ Billboard 200                         | 168    |
| Hoa Kỳ Catalog Albums (Billboard)            | 49     |
| Bảng xếp hạng (2018)                         | Vị trí |
| Album Úc Hip-Hop/R&B (ARIA)                  | 40     |
| Bảng xếp hạng (2019)                         | Vị trí |
| Album Úc Hip-Hop/R&B (ARIA)                  | 39     |

| Bảng xếp hạng (2010–2019)                 | Vị trí |
| ----------------------------------------- | ------ |
| Album Úc (ARIA)                           | 17     |
| Album Anh Quốc (OCC)                      | 43     |
| Hoa Kỳ Billboard 200                      | 23     |
| Hoa Kỳ Top R&B/Hip-Hop Albums (Billboard) | 3      |

| Bảng xếp hạng                             | Vị trí |
| ----------------------------------------- | ------ |
| Hoa Kỳ Billboard 200                      | 93     |
| Hoa Kỳ Top R&B/Hip-Hop Albums (Billboard) | 10     |

## Chứng nhận
| Quốc gia | Chứng nhận  | Số đơn vị/doanh số chứng nhận |
| --- | ----------- | ----------------------------- |
| Úc (ARIA) | 5× Bạch kim | 350.000‡                      |
| Áo (IFPI Áo) | 2× Bạch kim | 40.000*                       |
| Bỉ (BEA) | Vàng        | 15.000*                       |
| Canada (Music Canada) | Bạch kim    | 613,000                       |
| Đan Mạch (IFPI Đan Mạch) | 3× Bạch kim | 60.000‡                       |
| Pháp (SNEP) | Bạch kim    | 100.000*                      |
| GCC (IFPI Trung Đông) | Vàng        | 3.000*                        |
| Đức (BVMI) | 3× Vàng     | 450.000‡                      |
| Ireland (IRMA) | 3× Bạch kim | 45.000^                       |
| Ý (FIMI) | Bạch kim    | 50.000*                       |
| Nhật Bản (RIAJ) | Vàng        | 100.000^                      |
| New Zealand (RMNZ) | Bạch kim    | 15.000^                       |
| Ba Lan (ZPAV) | 2× Bạch kim | 40.000‡                       |
| Nga (NFPF) | Bạch kim    | 10.000*                       |
| Singapore (RIAS) | Bạch kim    | 10.000*                       |
| Nam Phi (RISA) | Bạch kim    | 40.000*                       |
| Thụy Điển (GLF) | 2× Bạch kim | 80.000‡                       |
| Thụy Sĩ (IFPI) | Bạch kim    | 30.000^                       |
| Anh Quốc (BPI) | 4× Bạch kim | 1.200.000‡                    |
| Hoa Kỳ (RIAA) | 8× Bạch kim | 8.000.000‡                    |
| Tổng hợp |             |                               |
| Châu Âu (IFPI) | Bạch kim    | 1.000.000*                    |
| * Chứng nhận dựa theo doanh số tiêu thụ. ^ Chứng nhận dựa theo doanh số nhập hàng. ‡ Chứng nhận dựa theo doanh số tiêu thụ và phát trực tuyến. |             |                               |